# Hinojosas de Calatrava
Pour les articles homonymes, voir Hinojosa (homonymie).
Hinojosas de Calatrava est une commune d'Espagne de la province de Ciudad Real dans la communauté autonome de Castille-La Manche.

## Administration
| Période                                  | Période | Identité | Étiquette | Qualité |
| ---------------------------------------- | ------- | -------- | --------- | ------- |
|                                          |         |          |           |         |
| Les données manquantes sont à compléter. |         |          |           |         |